# Milk toast
Il milk toast è un dolce statunitense consumato durante la prima colazione a base di toast, latte caldo, zucchero, burro e altri ingredienti a piacere fra cui spezie, cacao e uvetta.

## Storia
Il milk toast divenne popolare fra il XIX e i primi anni del XX secolo, epoca in cui veniva consigliato ai bambini e ai convalescenti, in quanto è facile da digerire ed era considerato un alimento lenitivo.
La scrittrice gastronomica americana M. F. K. Fisher definì il toast al latte "una cosa calda, mite, calmante, piena di forza innocente" e scrisse, mangiando quel dolce in un famoso ristorante assieme a un amico convalescente, che era un "piccolo miracolo della gastronomia moderna". La Fisher classificò il milk toast fra le ricette che servono a "nutrire i malati" e "per gli invalidi" e dichiarò che fosse "una sorta di palliativo, qualcosa di simile all'acqua bollita". La scrittrice dichiara infine che la sua variante preferita di milk toast contiene il 50% di latte mescolato con il rimanente 50% di zuppa di pomodoro condensata della Campbell's mescolata con un boccalino (un recipiente che ha reperito durante un viaggio nella Svizzera italiana).
Oggi l'alimento è meno popolare che in passato, ma viene considerato da molti autori un comfort food.

## Cultura di massa e popolare
Il nome dell'alimento ispirò quello di Caspar Milquetoast, protagonista di una striscia a fumetti di H. T. Webster pubblicata dapprima sul New York World e poi sull'Herald Tribune. Da tale personaggio proviene, a sua volta, il termine di uso comune milquetoast, usato per definire una persona timida e reticente.